# وليام ديفين
وليام ديفين (بالإنجليزية: William Devane)‏ مواليد 5 سبتمبر 1937 في نيويورك، الولايات المتحدة، هو ممثل أمريكي بدأ مسيرته الفنية عام 1967.

## الأعمال
- طبعة مبكرة
- ستارغيت إس جي 1
- 24
- إن سي آي إس
- الانتقام
- نهوض فارس الظلام
- رجل الماراثون

## وصلات خارجية
- وليام ديفين على موقع IMDb (الإنجليزية)
- وليام ديفين على موقع روتن توميتوز (الإنجليزية)
- وليام ديفين على موقع ألو سيني (الفرنسية)
- وليام ديفين على موقع أول موفي (الإنجليزية)
- وليام ديفين على موقع قاعدة بيانات برودواي على الإنترنت (الإنجليزية)
- وليام ديفين على موقع قاعدة بيانات الأفلام السويدية (السويدية)
- وليام ديفين على موقع إن إن دي بي (الإنجليزية)
- وليام ديفين على موقع قاعدة بيانات الفيلم (الإنجليزية)
- وليام ديفين على موقع كينوبويسك (الروسية)